# Михайловка (Лямбирский район)
Михайловка — село, центр сельской администрации в Лямбирском районе. Население 240 чел. (2001), в основном русские.
Расположено на р. Аморде, в 45 км от районного центра и 12 км от железнодорожной станции Большая Елховка.

## История
Название села образовано от имени Михаила Филатова, прадеда академика-офтальмолога В. П. Филатова.
В «Списке населённых мест Пензенской губернии» (1869) Михайловка — сельцо владельческое из 57 дворов (419 чел.) Саранского уезда.
В 1894 году — 80 дворов (466 чел.); 1 церковь, больница на 5 коек, которую П. Ф. Филатов, отец академика, построил в селе на свои средства.
В 1917 г. крестьяне выступили против помещика Богданова, разгромили его усадьбу, разделили между собой скот, инвентарь и землю.
В 1927 г. был организован ТОЗ, с 1929 г. — колхоз, в 1950-х гг. — укрупнённое многоотраслевое хозяйство «Свобода», с 1992 г. — отделение ОАО «Агрофирма „Октябрьская“». В современной инфраструктуре села —  библиотека, Дом культуры; памятник землякам, погибшим в годы Великой Отечественной войны.
В Михайловскую сельскую администрацию входят д. Анучино (12 чел.), Воротники (19), Романовка (13), Чапаево (6 чел.).

## Известные уроженцы
- Филатов, Нил Фёдорович (1847—1902) — русский врач, основатель русской педиатрической школы. Дядя известного офтальмолога В. П. Филатова. В 1865—1866 гг. в семье Филатовых в качестве домашнего учителя жил писатель П. В. Засодимский.
- Филатов, Владимир Петрович (1875—1956) — советский учёный, офтальмолог, хирург, изобретатель, поэт, художник, мемуарист, академик, действительный член Академии наук УССР (с 1939 года) и Академии медицинских наук СССР (с 1944 года), доктор медицины, профессор. Племянник известного педиатра офтальмолога Н. Ф. Филатова.